# Gouvernement Iléo II
Première République
Collège des commissaires généraux Adoula
Le gouvernement Joseph Iléo II est le deuxième gouvernement composé par le premier ministre Joseph Iléo et nommé par le président Joseph Kasa-Vubu en février 1961. Ce gouvernement est mis en place juste après que le Collège des commissaires généraux du colonel Joseph-Désiré Mobutu a fini son mandat. Il est suivi par le gouvernement Adoula le 2 août 1961.

## Composition

### Premier ministre
- Premier ministre : Joseph Iléo

### Ministres
- Affaires économiques : Jean-Pierre Déricoyard
- Affaires étrangères et Commerce extérieur : Justin Bomboko
- Affaires sociales : Massa
- Agriculture : Mopipi
- Éducation nationale : Cléophas Bizala
- Finances : Pascal Nkayi
- Fonction publique : Paul Bolya
- Commerce extérieur : Marcel Bisukiro
- Information : Jean Bolikango
- Intérieur : Cyrille Adoula
- Justice : Marcel Lihau
- Mines et Énergie : Alexandre Mahamba
- Parastataux : Charles Kisolokele
- Plan : Aloïs Kabangi
- Travaux publics : Alphonse Ilunga
- Travail et Prévoyance sociale : Kimvay